# Glacier d'Arolla
Le glacier d'Arolla se trouve en Suisse dans le canton du Valais. Situé au fond du val d'Arolla, près de la frontière avec l'Italie, le nom de « glacier d'Arolla » regroupe en fait deux glaciers distincts : le « glacier du Mont Collon » nommé aussi « Bas glacier d'Arolla » et le « Haut glacier d'Arolla ».

## Géographie

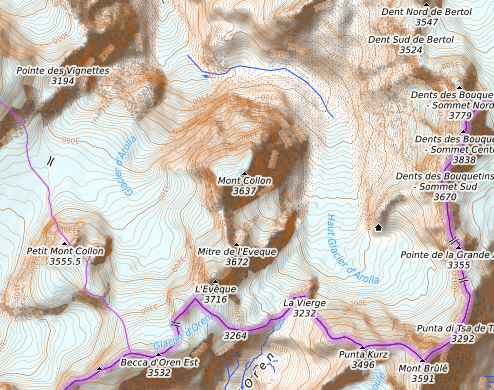
Carte topographique du glacier.

### Caractéristiques physiques
Le glacier du Mont Collon a une longueur de presque 5 kilomètres et une largeur d'environ 1 kilomètre dans sa partie supérieure. Il couvre une surface de 7 km2. Il débute sur les pointes d'Oren (3 525 m) et s'écoule vers le nord à travers un couloir bordé par le Petit mont Collon (3 556 m) ainsi que l'Évêque (3 716 m) à l'ouest, et le mont Collon à l'est. Il est relié à l'ouest au glacier d'Otemma par le col de Chermotane (3 050 m), un large passage recouvert de glace. Sur le flanc ouest du mont Collon, le glacier subit une dénivellation de 600 mètres avec une pente de 60 %.
La partie qui suit cette descente abrupte est nommée « Bas glacier d'Arolla ». Il continue sur environ 1 kilomètre vers le nord et la langue glaciaire s'arrête à une altitude de 2160 mètres (état en 2007). Du glacier émerge la Borgne d'Arolla qui rejoint ensuite la Borgne de Ferpècle puis s'écoule dans le Val d'Hérens avant de confluer avec le Rhône en plaine.
Dans le vallon situé à l'est du mont Collon se trouve le « Haut glacier d'Arolla », d'une longueur de 4 kilomètres et d'une largeur de 1 kilomètre. Sa superficie est de 5 km2. Il a pour origine les névés accrochés au nord du mont Brûlé (ou mont Braoulé, 3 585 m) puis descend avec une pente de 12 à 15 % vers le nord-ouest puis vers le nord. La langue glaciaire aboutit à une altitude de 2 550 m (état en 2007).

### Évolution
Lors du petit âge glaciaire, les deux glaciers étaient réunis en un seul système. C'est finalement au XXe siècle qu'ils se sont séparés. Le Bas glacier d'Arolla descendait alors environ 2 kilomètres plus bas dans la vallée et atteignait presque le village d'Arolla.

Évolution du glacier en mètres. En vert, les différences de longueur cumulées. En rouge, les variations de longueur annuelles.